# Микельсон, Роберт Мартынович
Роберт Мартынович Микельсон (Микельсонс) (1889—1973) — советский педагог и учёный, кандидат педагогических наук (1965), член-корреспондент Академии педагогических наук РСФСР (1957).
Автор многих работ по вопросам обучения и воспитания, а также по методике преподавания естествознания.

## Биография
Родился 5 января (17 января по новому стилю) 1889 года в Мадонской волости в многодетной крестьянской семье.
Начальное и среднее образование получил на русском языке. По окончании гимназии в Якобштадте он получил биологическое образование на естествоиспытательном факультете Санкт-Петербургского университета (1912) и, решив посвятить себя педагогической деятельности, дополнительно закончил Учительский институт.
Педагогическую деятельность Роберт Микельсон начал в 1913 в Петербурге преподавателем в Смоленской вечерней школы для рабочих. С 1921 по 1941 работал в Москве в опытно-показательной школе-коммуне Наркомпроса им. П. Н. Лепешинского (Москва) и читал лекции по педагогике в Академии коммунистического воспитания им. Н. К. Крупской (1923—1931).
Во время Великой Отечественной войны находился в эвакуации в Чувашской АССР, работал в Чувашском педагогическом институте (ныне Чувашский государственный педагогический университет имени И. Я. Яковлева). Вернувшись в Латвийскую ССР, в 1944—1956 годах работал в Латвийском государственном университете и Рижском педагогическом институте; был начальником Управления школ Наркомпроса и заместителем министра просвещения просвещения Латвийской ССР. С 1956 года Р. М. Микельсон — директор НИИ школ Министерства просвещения Латвийской ССР, где проработал по 1968 год.
Был награждён орденом Ленина.
Умер 19 ноября 1973 года в Риге.
Р. М. Микельсон был женат с 1938 года на Марии Николаевне Дрожжиной, коренной москвичке, которая окончила Библиотечный институт и театральные курсы. Дочь — Татьяна Робертовна Зандерсон (род. 17 июня 1939) — радиожурналист и эссеист.